# Риверсайд (трасса)
Автодром Риверсайд (англ. Riverside International Raceway, RIR) — трасса, на которой в 1960 году был проведён Гран-при США. Построена в 1957 году в городе Риверсайд, (Калифорния, США). Функционировала до 1989 года. Использовалась в различных конфигурациях для гонок различных американских гоночных серий — ChampCar, NASCAR, драг-гонки (гонки на скорость).
Риверсайд был второй трассой, принимавшей Гран-при США (Индианаполис, на котором проводится «Инди-500», не в счёт, он входил в календарь «Формулы-1» с 1950 по 1960 формально). Единственная гонка «Формулы-1» прошла на этой трассе 20 ноября 1960 года. С поул-позиции стартовал Стирлинг Мосс на Lotus 18 (результат в квалификации 1:54,4), он же и выиграл гонку. Быстрейший круг в гонке показал Джек Брэбем на болиде Cooper T53 (1:56,3/71-й круг).
17 августа 1966 года во время тренировочного заезда на трассе за рулём Ford GT40 погиб британский автогонщик Кен Майлз.

## Победители Гран-при США на трассе Риверсайд
| Год  | Пилот         | Команда      | Отчет |
| ---- | ------------- | ------------ | ----- |
| 1960 | Стирлинг Мосс | Lotus-Climax | 1960  |